# Моли Симс
Моли Симс (енгл. Molly Sims) је америчка глумица и манекенка, рођена 25. маја 1973. године, у Марију, Кентаки.